# Кулусутай
Кулусутай — село в Ононском районе Забайкальского края России ,расположен возле Даурского государственного природного заповедника.
Административный центр сельского поселения «Кулусутайское».

## География
Село находится в юго-восточной части района, на северном берегу озера Барун-Торей, на расстоянии примерно 48 километров (по прямой) к юго-востоку от села Нижний Цасучей. Абсолютная высота — 626 метров над уровнем моря.
Климат
Климат характеризуется как резко континентальный, с продолжительной морозной зимой и коротким тёплым летом. Среднегодовая температура воздуха составляет −1,8 — −1,4 °С. Средняя многолетняя температура самого холодного месяца (января) составляет −26 — −24 °С (абсолютный минимум — −52 °С), температура самого тёплого (июля) — 18 — 20 °С (абсолютный максимум — 40 °С). Среднегодовое количество осадков — 200—400 мм.
Часовой пояс
Село Кулусутай находится в часовой зоне МСК+6. Смещение применяемого времени относительно UTC составляет +9:00.

## История
Основано в 1728 году как казачий караул. В дальнейшем было известно как станица в составе Забайкальского казачьего войска. Основным занятием населения того периода было животноводство. Действовали церковь, начальная школа и кооперативное хозяйство по производству кожи, сбруи, овчины и по добыче извести. Имелся кирпичный завод. В ходе коллективизации была образована сельскохозяйственная коммуна (в 1929 году) и две сельхозартели, позднее объединенные в колхоз им. К. Е. Ворошилова.

## Население
| 1989 | 2002 | 2010 | 2012 | 2013 | 2014 | 2015 |
| ---- | ---- | ---- | ---- | ---- | ---- | ---- |
| 1026 | ↘924 | ↘689 | ↘670 | ↘627 | ↘615 | ↘610 |
| 2021 |      |      |      |      |      |      |
| ↘555 |      |      |      |      |      |      |

Половой состав
По данным Всероссийской переписи населения 2010 года в гендерной структуре населения мужчины составляли 47,6 %, женщины — соответственно 52,4 %.
Национальный состав
Согласно результатам переписи 2002 года, в национальной структуре населения буряты составляли 55 % из 924 чел., русские — 42 %.

## Инфраструктура
В селе функционируют средняя общеобразовательная школа, детский сад, дом культуры, библиотека, стадион, фельдшерско-акушерский пункт и отделение Почты России.